# San Marino i olympiska vinterspelen 2002
San Marino deltog i olympiska vinterspelen 2002. San Marinos trupp bestod av Gian Matteo Giordani, 17 år, som deltog i alpin skidåkning.

## Resultat

### Alpin skidåkning
- Storslalom herrar
  - Gian Matteo Giordani - 57